# Da verden kom til Jonathan
Da verden kom til Jonathan er en dansk kortfilm fra 2000, der er instrueret af Hanne-Vibeke Holst og Morten Bruus.

## Handling
Et barn kommer til verden, lyder det så smukt. Samtidig kommer verden til barnet. I denne poetiske kortfilm følges forfatteren Hanne-Vibeke Holst og fotografen Morten Bruus' nyfødte Jonathan på rejsen gennem det første leveår. Først er morens bryst, søvnen, badet, lyset og lydene det lille barns foretrukne. Senere kommer bolden, bilen og blomsterne ind på livets scene. Fire årstider senere kan Jonathan grinende og triumferende løbe ud af billedet. Han har taget de første skridt ud i den store verden.